# Genussa semipleta
Genussa semipleta är en fjärilsart som beskrevs av W. Warren 1904. Genussa semipleta ingår i släktet Genussa och familjen mätare. Inga underarter finns listade i Catalogue of Life.